# Preston (rivier)
De Preston is een rivier in de regio South West in West-Australië.

## Geschiedenis
De rivier werd door Sir James Stirling naar luitenant Preston vernoemd. Luitenant Preston en dr. Alexander Collie hadden eind 1829 de streek verkend en de rivier ontdekt.

## Geografie
De rivier heeft een lengte van 84 kilometer en ontspringt nabij Goonac Siding. Ze stroomt vervolgens in noordwestelijke richting tot ze in het Leschenault estuarium uitmondt. De bovenloop ligt 80 kilometer landinwaarts in de Darling Range waarna de rivier door het Blackwood Plateau en de Swan Coastal Plain vloeit. Het grootste deel van het stroomgebied werd ooit ontbost ten voordele van de landbouw. Aan de bovenloop rest hier en daar nog bosvegetatie. De dorpjes Donnybrook en Boyanup liggen aan de oevers van de Preston.
De belangrijkste zijrivieren van de Preston zijn de Fergusonrivier en de Joshuakreek. Minder belangrijke zijaders zijn de Thomsonbeek, de Crookedbeek, de Charleykreek, de Waterfallgeul, de Mininupbeek, de Millbeek en de Gavingeul. Een van de zijrivieren voedt de Glenn Mervyn-dam die water levert voor de landbouwsector nabij Donnybrook en Boyanup.
Het water is veelal zoet hoewel de zoutconcentratie in het oog dient gehouden te worden. Het stroomgebied van de bovenrivier werd van maart 1999 tot midden 2012 gemonitord tijdens een onderzoek naar eutrofiëring in het Leschenault-estuarium. De rivier is op sommige plaatsen licht vervuild met stikstof.